# Aréjola
Aréjola (en euskera y oficialmente Arexola) es una anteiglesia del municipio de Aramayona, en la provincia de Álava. 

## Toponimia
El lugar puede aparecer referido como «Aréjola», «Arexola» y «Arrejola».

## Historia
Hacia mediados del siglo XIX, el lugar, ya por entonces una anteiglesia perteneciente a Aramayona, tenía contabilizada una población de 45 habitantes. Aparece descrito en el tercer volumen del Diccionario geográfico-estadístico-histórico de España y sus posesiones de Ultramar de Pascual Madoz de la siguiente manera:

ARREJOLA, ó AREJOLA: l. (anteigl.) en la prov. de Alava, dióc. de Calahorra (24), vicaría de Mondragon, part. jud. de Vitoria (5), en el valle, herm. y ayunt. de Aramayona (3/4): sit. á la falda del monte Aranquio: el clima frio. La igl. parr. (Sta. Marina), la sirve un beneficiado que presenta el diocesano. El térm. es escaso, cubierto por N. y E. con la referida sierra y confinada por S. y O. con Zalgo é Ibarra. El terreno es quebrado, y de buena calidad el destinado al cultivo: hay algun arbolado y prado de pastos: los caminos, muy abandonados, y el correo se recibe por Villa Real de Alava: prod. trigo, maiz, centeno, avena, habas, alubias, castañas y manzanas y cria algun ganado: pobl. 14 vec., 45 almas.
(Madoz, 1846, p. 13)

Décadas después, ya en el siglo XX, se describe de la siguiente manera en el tomo de la Geografía general del País Vasco-Navarro dedicado a Álava y escrito por Vicente Vera y López:

Aréjola.—Anteiglesia del valle de Aramayona. Dista de Ibarra 1,250 metros; con 20 edificios y 5 albergues. La población es de 87 almas de hecho y 86 de derecho. Su parroquia, de categoría rural de segunda clase, está dedicada á Santa Marina y pertenece al arciprestazgo de Villarreal. Los niños asisten á las escuelas de Ibarra. Está situada al pie de la alta peña de Aranguío, su término es bastante quebrado y la única riqueza es la agricultura y la ganadería.
(Vera y López, 1915-1921, p. 376)

En 2022, tenía empadronados 51 habitantes.

## Demografía
| Gráfica de evolución demográfica de Aréjola entre 2000 y 2017 |
|                                                               |
| Población de derecho según los censos de población del INE.   |

## Patrimonio
Hay en la localidad una iglesia de Santa Marina.